# Ferdinand Stolte
Ferdinand Ludwig Stolte (* 14. Februar 1809 in Wegeleben; † 28. November 1874 in Hamburg) war ein deutscher Sänger, Schauspieler, Theaterdirektor und Schriftsteller.

## Leben
Stolte war Sohn eines Predigers. Sein Debüt als Schauspieler soll Stolte 1828 in Magdeburg gegeben haben. Engagements an der Hofbühne in Darmstadt sowie in Kassel und Nürnberg folgten. Danach absolvierte er eine musikalische Ausbildung bei Louis Spohr. Von 1836 bis 1839 soll er an der Wiener Hofoper tätig gewesen sein. Danach wechselte er nach Stettin, Stuttgart und Karlsruhe. Zwischenzeitlich war Stolte Mönch in einem Kloster. Nach seiner Flucht aus dem Kloster nach Lemberg im Jahr 1844 hatte er ein Engagement in Ratibor. Dort heiratete er 1848 Pauline Weidemann, die Tochter eine Justizrates. 1848 etablierte er zusammen mit dem Arzt Paul Kadner eine Wasserheilanstalt in Dresden. 1851 fungierte er als Dramaturg am Deutschen Theater in London. In gleicher Funktion war er 1852 in Braunschweig und 1853 in Kassel tätig. Er war Mitglied der Potsdamer Freimaurerloge Teutonia zur Weisheit. In den darauf folgenden Jahren hatte er Auftritte als Rezitator mit einer eigenen Fassung des Faust-Stoffes. 1857 ließ er die Ehe mit seiner ersten Ehefrau auflösen. 1858 heiratete er seine zweite Frau, die Schauspielerin Marie Stern. Er übernahm die die Stellung des Theaterdirektors in verschiedenen Städten in der Schweiz: 1864 in Basel, wo seine Tochter Amalie, die ebenfalls Schauspielerin wurde, geboren wurde, 1865 in St. Gallen und 1866 in Zürich. 1867 hat er eine Theaterakademie in Hamburg gegründet, die nach seinem Tod von seiner Frau Marie Stolte weitergeführt wurde. 1890 verlegte sie die Schauspielschule nach Würzburg. 1868 gab Ferdinand Stolte die Wochenzeitschrift Weltbühne und Bühnenwelt heraus.